# Villar Focchiardo
Villar Focchiardo (Ël Vilé in piemontese, Vilar Fuciard in francoprovenzale, Villar-Fouchard in francese) è un comune italiano di 1 940 abitanti della città metropolitana di Torino in Piemonte.

## Geografia fisica
Si trova in Val di Susa e fa parte del Parco naturale Orsiera - Rocciavrè. Più precisamente il comune è collocato all'imbocco del Vallone del Gravio, ovvero dove quest'ultimo si diparte dalla valle principale.

## Origini del nome
Villar significa piccola villa, azienda agricola popolata da villici. Fuciard o Fouchard, forse di origine tedesca, deriva probabilmente dal nome di un vassallo. Diversi comuni in Piemonte riportano il toponimo "Villar", probabilmente di derivazione medievale, quando si parlava la lingua occitana.

## Monumenti e luoghi d'interesse
- Cascina Roland, posto tappa lungo la Via Francigena della Valle di Susa
- Certosa di Montebenedetto edificata sul finire del XII secolo a 1100 metri di altezza e abbandonata nel XVI secolo[5]
- Correria di Montebenedetto, di cui rimangono alcuni resti dopo una ciclopica frana[6]
- Certosa di Banda utilizzata tra XVI e XVII secolo, a una quota di circa 600 metri di altezza[7]
- Chiesa parrocchiale edificata nel XVIII secolo
- Castello dei conti Carroccio
- Casaforte dei torinesi Visconti di Baratonia e poi dei valsusini Bertrandi

## Società

### Evoluzione demografica
Abitanti censiti

### Etnie e minoranze straniere
Secondo i dati ISTAT al 31 dicembre 2009 la popolazione straniera residente era di 66 persone. Le nazionalità maggiormente rappresentate in base alla loro percentuale sul totale della popolazione residente erano:
- Romania 35 1,71%

### Castanicoltura e Sagra del Marrone
La castanicoltura è largamente praticata sul territorio comunale sin dal Medioevo, rendendola ancora oggi una apprezzata risorsa economica: Villar Focchiardo è famoso anche oltre i confini della Valle di Susa per i suoi marroni. Fama dovuta alla qualità dei frutti ed anche all'organizzazione di una importante Sagra del Marrone, ogni anno il terzo fine settimana di ottobre, attestata negli Archivi Comunali fin dal 1863, frequentata da decine di migliaia di visitatori.

## Amministrazione
Di seguito è presentata una tabella relativa alle amministrazioni che si sono succedute in questo comune.
| Periodo        | Periodo        | Primo cittadino          | Partito                     | Carica  | Note   |
| -------------- | -------------- | ------------------------ | --------------------------- | ------- | ------ |
| 8 giugno 1985  | 5 giugno 1990  | Ercole Pent              | lista civica                | Sindaco | [ 10 ] |
| 5 giugno 1990  | 24 aprile 1995 | Ercole Pent              | lista civica                | Sindaco | [ 10 ] |
| 24 aprile 1995 | 14 giugno 1999 | Emilio Stefano Chiaberto | -                           | Sindaco | [ 10 ] |
| 14 giugno 1999 | 14 giugno 2004 | Emilio Stefano Chiaberto | centro                      | Sindaco | [ 10 ] |
| 14 giugno 2004 | 8 giugno 2009  | Luigi Franco             | lista civica                | Sindaco | [ 10 ] |
| 8 giugno 2009  | 26 maggio 2014 | Emilio Stefano Chiaberto | lista civica                | Sindaco | [ 10 ] |
| 26 maggio 2014 | 27 maggio 2019 | Emilio Stefano Chiaberto | lista civica Viviamo Villar | Sindaco | [ 10 ] |
| 27 maggio 2019 | in carica      | Emilio stefano Chiaberto | lista civica Viviamo Villar | Sindaco | [ 10 ] |

### Gemellaggi
- Saint-Julien-Mont-Denis, dal 1960

### Altre informazioni amministrative
Il comune faceva parte della Comunità Montana Valle Susa e Val Sangone.